# Bitwa pod Lipskiem
Bitwa pod Lipskiem (niem. Völkerschlacht bei Leipzig), znana też jako „bitwa narodów” – starcie zbrojne stoczone pod Lipskiem w dniach 16–19 października 1813 roku między wojskami francuskimi pod przywództwem Napoleona Bonaparte a wojskami koalicji antyfrancuskiej (złożonej z Austrii, Prus, Rosji, Wielkiej Brytanii i Szwecji). Była to największa bitwa w kampaniach Napoleona i jego najcięższa porażka, aczkolwiek bardziej symboliczną stała się bitwa pod Waterloo.

## Historia
Napoleon starał się utrzymać swoje zdobycze w Niemczech, zwyciężając siły rosyjsko-pruskie w dwóch zaciętych bitwach pod Lützen (2 maja), oraz Budziszynem (20–21 maja). Zwycięstwa te doprowadziły do krótkiego zawieszenia broni. Sprzymierzeni podjęli działania pod wodzą Gebharda von Blüchera, księcia Karola Szwedzkiego (Bernadotte) i Karla Schwarzenberga. Ich taktyka polegała na unikaniu samego Napoleona, ale na starciach z jego marszałkami, co dało im zwycięstwa w potyczkach pod Grossbeeren, Kulm, Kaczawą (Katzbach) i Dennewitz.

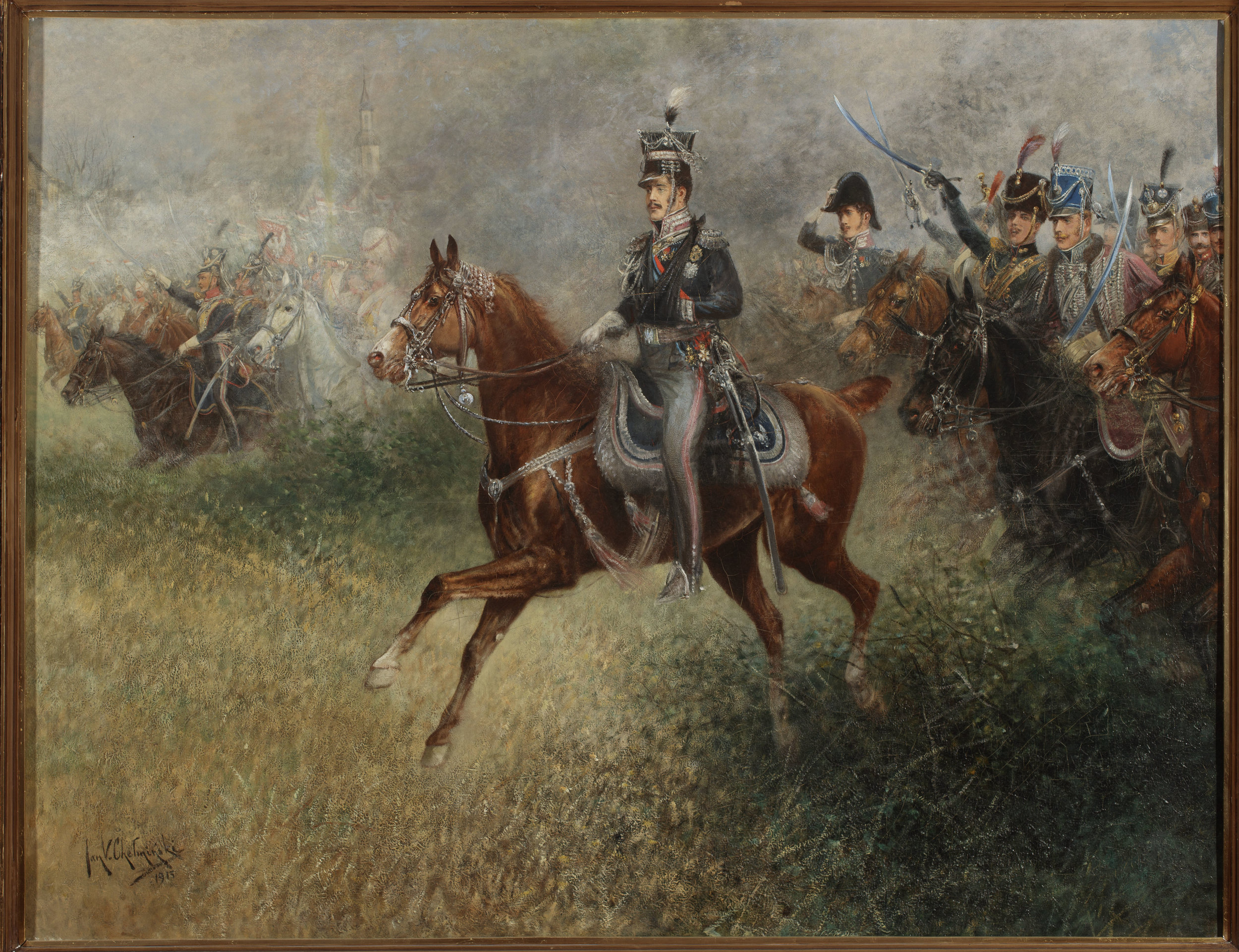
Jan Chełmiński Książę Józef Poniatowski na czele wojsk pod Lipskiem

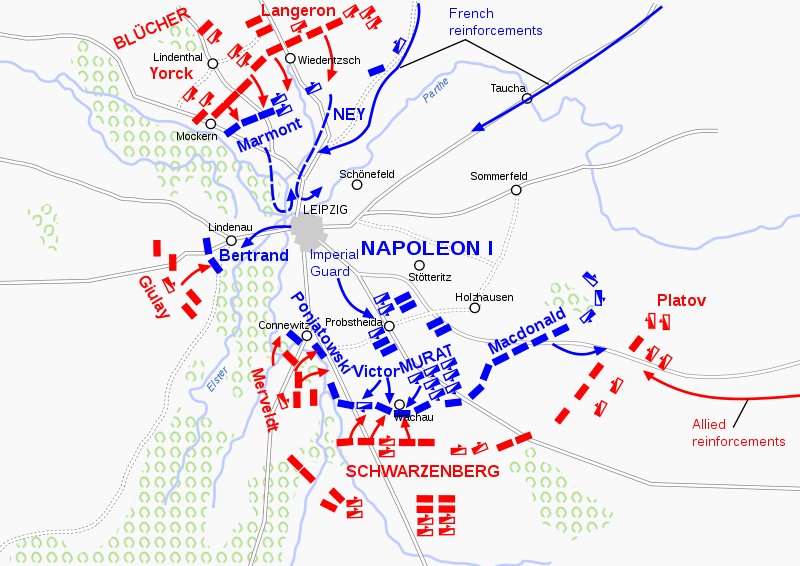
Plan bitwy – 16 października 1813

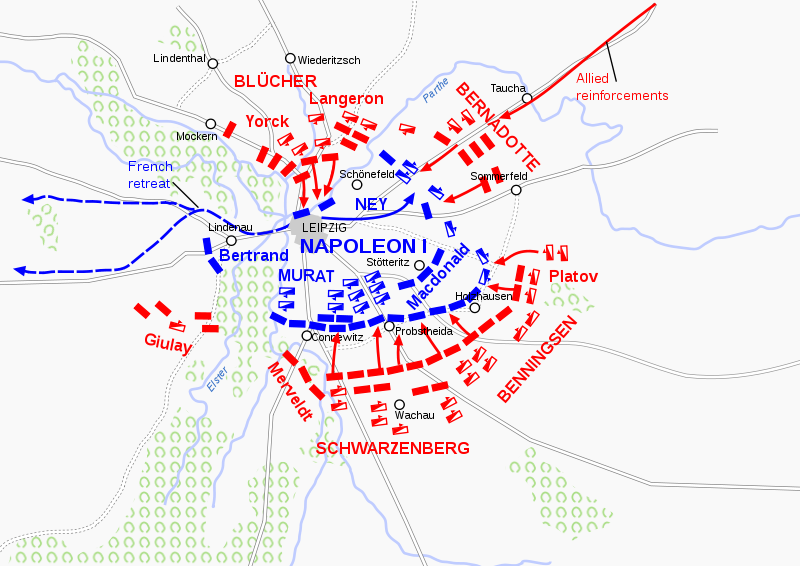
Plan bitwy – 18 października 1813

Napoleon, któremu nie udało się zdobyć Berlina, wycofał się na zachód, przekraczając pod koniec września Łabę i organizując swoje siły wokół Lipska, aby chronić swoje linie i spotkać się ze sprzymierzonymi. Armia francuska została skoncentrowana na obszarze od Taucha, przez Stötteritz, gdzie ulokowano dowództwo, aż do Lindenau. Prusacy nadciągnęli z kierunku Wartenburga, Austriacy i Rosjanie od Drezna, a siły szwedzkie od północy. W sumie Francuzi mieli 190 tys. żołnierzy, zaś sprzymierzeni 360 tys. – obie strony posiadały potężną artylerię, jednak Napoleon miał 2 razy mniej armat – łącznie po obu stronach było 2200 dział.
Napoleon opracował plan mający na celu zniszczenie armii czeskiej gen. Karla Schwarzenberga. Po związaniu Austriaków i Rosjan przez 40 tys. żołnierzy Murata, na jej prawe skrzydło uderzyć miało ok. 50 tys. Marmonta i Macdonalda (XI korpus), a centrum miało zaatakować 45 tys. żołnierzy Oudinota i Bertranda. Cały plan zniszczył pruski gen. Blucher, który już 15 października starł się z Marmontem.

## Ordre de Bataille
WIELKA ARMIA (Grande Armée):
- dowódca – Napoleon I Bonaparte, cesarz Francuzów, król Włoch
- szef sztabu – marsz. Louis-Alexandre Berthier, książę Neufchatel i Wagram

Prawe skrzydło:
- dowódca: marsz. Joachim Murat, król Neapolu

Lewe skrzydło:
- dowódca: marsz. Michel Ney, książę Moskwy

Gwardia Cesarska
- I Korpus Młodej Gwardii – marsz. Nicolas Charles Oudinot, książę Reggio
- II Korpus Młodej Gwardii – marsz. Édouard Mortier, książę Treviso
- I Dywizja Starej Gwardii – gen. hr. Louis Friant
- Korpus Kawalerii Gwardii – gen. hr. Étienne Marie Antoine Champion de Nansouty

Wojska liniowe:
- II Korpus – marsz. Claude-Victor Perrin, książę Belluno
- III Korpus – gen. hr. Joseph Souham
- IV Korpus – gen. hr. Henri Gatien Bertrand
- V Korpus – gen. hr. Jacques Alexandre Law de Lauriston
- VI Korpus – marsz. Auguste Marmont, książę Raguzy
- VII Korpus – gen. hr. Jean-Louis-Ébénézer Reynier
- VIII Korpus (polski) – marsz. książę Józef Poniatowski
- IX Korpus – marsz. Pierre Augereau, książę Castiglione
- XI Korpus – marsz. Étienne Macdonald, książę Tarentu

Dywizje samodzielne: w tym dywizja gen. Dąbrowskiego (polska)
Kawaleria rezerwowa:
- I Korpus Kawalerii – gen. hr. Victor de Fay de Latour-Maubourg
- II Korpus Kawalerii – gen. hr. Horace Sébastiani
- III Korpus Kawalerii – gen. Jean Toussaint Arrighi de Casanova, książę Padwy
- IV Korpus Kawalerii (polski) – gen. François Étienne Kellermann (w zastępstwie dowodził gen. Michał Sokolnicki)
- V Korpus Kawalerii – gen. Pierre Claude Pajol

Wojska koalicyjne (austriacko-prusko-rosyjsko-szwedzkie)
ARMIA CZESKA
- dowódca – feldmarsz. książę Karl Philipp Schwarzenberg
- szef sztabu gen. hr. Joseph Radetzky von Radetz

Wojska austriackie
- I Korpus – gen. hr. Hieronymus Karl von Colloredo-Mansfeld
- II Korpus – gen. hr. Maximilian Friedrich von Merveldt (wzięty do niewoli 16 X, dowództwo przejął gen. książę Aloys Gonzaga von und zu Liechtenstein)
- III Korpus – gen. hr. Ignác Gyulay von Maros-Németh
- IV Korpus – gen. hr. Johann von Klenau
- Korpus Rezerwowy – gen. kronprinz Friedrich von Hessen-Homburg

Wojska rosyjsko-pruskie
- dowódca- gen. książę Michaił Barclay de Tolly
- szef sztabu – gen. Iwan Dybicz
- Grupa korpusów – gen. hr. Ludwig Wittgenstein
- Dywizja Kawalerii – gen. hr. Piotr Pahlen
- I Korpus – gen. książę Andrej Gorczakow
- II Korpus – gen. książę Eugeniusz Wirtemberski
- Wojska rezerwowe – wielki książę Konstanty
- Piechota rezerwowa – gen. Michaił Miłoradowicz
- Korpus Grenadierów – gen. Nikołaj Rajewski
- Gwardia Cesarska – gen. Aleksiej Jermołow
- Gwardia Królewska (pruska)
- II Korpus (pruski) – gen. hr. Friedrich Kleist von Nollendorf(inne języki)
- Kawaleria rezerwowa – gen. książę Dmitrij Golicyn
- Korpus Kawalerii Gwardii – gen. książę Dmitrij Golicyn
- Korpus Kozaków dońskich – ataman hr. Matwiej Płatow

ARMIA ŚLĄSKA
- dowódca – gen. Gebhard Leberecht von Blücher
- generał-kwatermistrz (odpowiednik szefa sztabu) – gen. August Neidhardt von Gneisenau
- I Korpus (pruski) – gen. Johann David Ludwig von Yorck
- Korpus Rosyjski – gen. baron Fabian Gottlieb von der Osten-Sacken
- Grupa korpusów – gen. hr. Alexandre Andrault de Langeron
- Awangarda – gen. Aleksander Rudczewicz
- IX Korpus (rosyjski) – gen. Zachar Ołsufiew
- X Korpus (rosyjski) – gen. Piotr Kapcewicz

ARMIA PÓŁNOCY
- dowódca – Karl Johan (właściwie Jean Baptiste Jules Bernadotte), następca tronu Szwecji
- szef sztabu – gen. baron Carl Johan Adlercreutz(inne języki)
- III Korpus (pruski) – gen. Friedrich Wilhelm Bülow von Dennewitz
- Korpus Rosyjski – gen. baron Ferdinand von Wintzingerode
- Korpus Szwedzki – feldmarsz. hr. Curt Bogislaus von Stedingk

ARMIA POLSKA (rezerwowa)
- dowódca – gen. hr. Levin August von Bennigsen
- szef sztabu – gen. Oppermann
- Dywizja awangardy – gen. Paweł Stroganow
- Korpus – gen. Dmitrij Dochturow,
- 12 Dywizja Piechoty – gen. Chowanski,
- 13 Dywizja Piechoty – gen. Lindfors,
- 26 Dywizja Piechoty – gen. Iwan Paskiewicz,
- Dywizja Kawalerii – gen. Eufemiusz Czaplic

## Bitwa

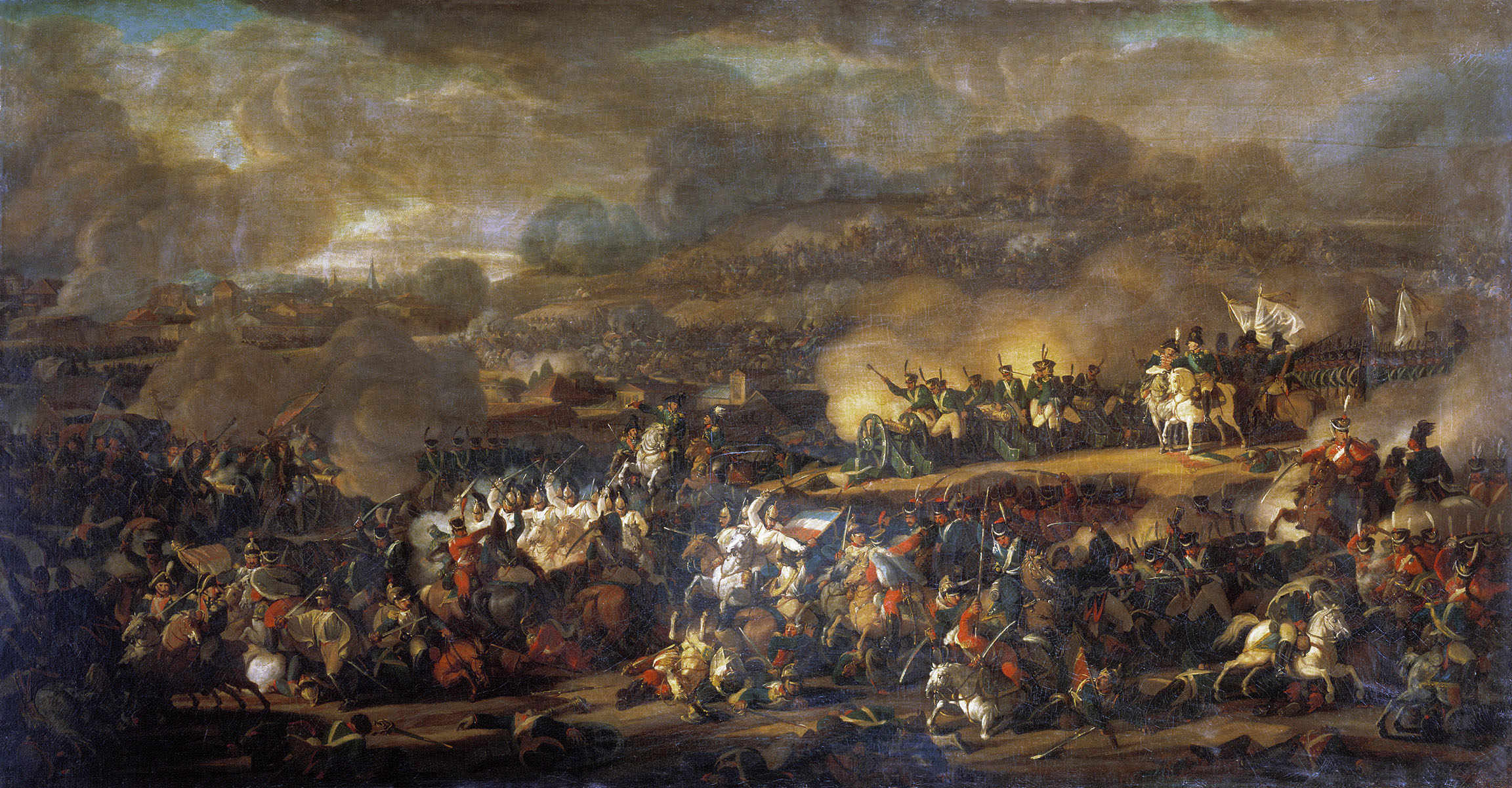
Bitwa pod Lipskiem

Bitwa pod Lipskiem rozpoczęła się 16 października atakiem 78 tys. żołnierzy sprzymierzonych od południa (na Wachau, Markleenberg i Liebertwolkwitz) i 54 tys. od północy, którzy niewiele jednak osiągnęli i zostali zmuszeni do wycofania. Następnego dnia obie strony toczyły potyczki w oczekiwaniu na nadejście posiłków. 18 października sprzymierzeni przypuścili silny atak ze wszystkich stron, po 9 godzinach bitwy wypierając powoli Francuzów w stronę Lipska. Obie strony poniosły ciężkie straty i tylko odwaga francuskich żołnierzy zapobiegła przełamaniu frontu. W czasie bitwy ks. Józef Poniatowski został, jako jedyny cudzoziemiec, mianowany marszałkiem Francji. Napoleon dostrzegł, że bitwa może się zakończyć jedynie klęską i w nocy z 18 na 19 października rozpoczął wycofywanie większości armii przez Elsterę. Przeprawa szła dobrze, dopóki most nie został zniszczony przez zdenerwowanego francuskiego kanoniera – odciął on od przejścia na drugi brzeg 15 tys. żołnierzy i 150 armat, w tym Poniatowskiego otoczonego krakusami, rannego już wcześniej czterokrotnie. Polski marszałek zginął w czasie próby sforsowania rzeki na koniach, otrzymał tam kolejny postrzał i utonął.

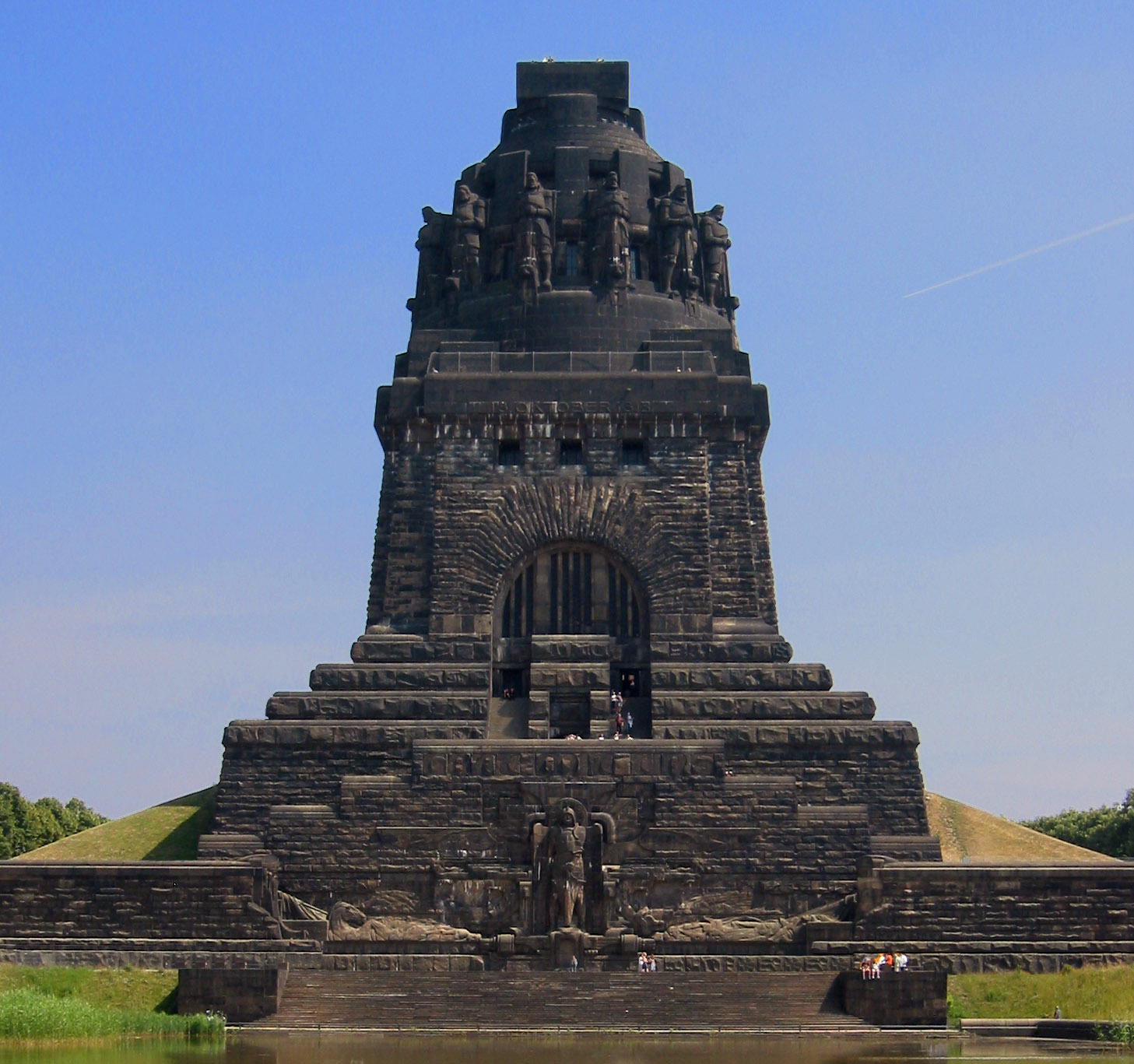
Pomnik Bitwy Narodów pod Lipskiem

Straty francuskie w Bitwie Narodów wyniosły ok. 55 tys. (w tym 9 tys. Polaków) zabitych, rannych, wziętych do niewoli; 15 tys. Sasów zmieniło front. Wśród dowódców straty były równie znaczne: 1 marszałek (Poniatowski), 15 generałów (z Polaków: Estko i Kwaśniewski) oraz 14 majorów i pułkowników. Francuzi stracili 250 dział, 900 pojazdów i 130 tys. karabinów. Ceną zwycięstwa koalicji było 70 tys. zabitych i rannych.

## Skutki
Przegrana obaliła porządek ustanowiony pokojem w Tylży, przypieczętowując los księstwa Warszawskiego i Wolnego Miasta Gdańsk oraz zmianę granic królestw Saksonii oraz Prus, jaka miała dopiero nastąpić.

## Upamiętnienie

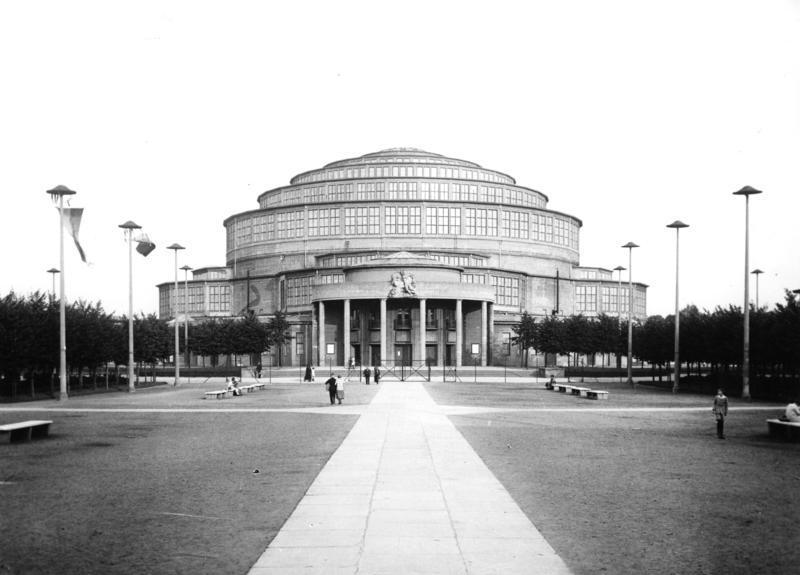
Hala Stulecia we Wrocławiu, 1930

Pomnik Bitwy Narodów odsłonięty w 1913 roku w setną rocznicę bitwy.
Dla uczczenia rocznicy wybudowano również Halę Stulecia we Wrocławiu.
Walki żołnierza polskiego pod Lipskiem zostały, po 1990 r., upamiętnione na Grobie Nieznanego Żołnierza w Warszawie napisem na jednej z tablic, „LIPSK 16 – 19 X 1813”.
Napis „1813 – 1913” upamiętniający setną rocznicę bitwy widnieje na Czarciej Maczudze w Gorzeszowie.